# Geothlypis chiriquensis
La golagialla del Chiriquí (Geothlypis chiriquensis Salvin, 1872) è un uccello della famiglia dei Parulidi originario della Costa Rica sud-occidentale e di Panama. In alcune classificazioni, è considerata una sottospecie della golagialla mascherata. In tal caso è nota con il nome di Geothlypis aequinoctialis chiriquensis.

## Descrizione
La golagialla del Chiriquí è un po' più piccola della golagialla mascherata. Ha regioni superiori di colore giallo-verde, regioni inferiori giallo brillanti, e becco prevalentemente nero. Il maschio adulto ha una maschera facciale nera più grande di quella della golagialla mascherata, estesa fino alla fronte e contornata sopra da una fascia grigia. La femmina è simile, ma è priva della maschera nera. Ha una colorazione più spenta, presenta una quantità variabile di grigio sulla testa (spesso praticamente nulla), un anello oculare giallastro e una striscia giallastra che va dal becco all'occhio.
Questa specie si distingue facilmente dalle golagialla comuni svernanti per le regioni inferiori di un colore giallo uniforme, mentre la specie nordamericana ha l'addome bianco.

## Distribuzione e habitat
La golagialla del Chiriquí è diffusa nelle regioni occidentali di Panama e nella Costa Rica. Il suo areale si sta espandendo sempre più in conseguenza della deforestazione.

## Biologia
L'habitat di nidificazione è costituito da paludi e da altre aree umide con una bassa vegetazione fitta. La golagialla del Chiriquí può anche essere rinvenuta in altre aree con una fitta boscaglia, ma è meno comune in habitat più aridi. La femmina depone due uova con macchioline bruno-rossastre in un nido a coppa imbottito posto in basso tra l'erba o tra la vegetazione palustre.
La golagialla del Chiriquí viene solitamente avvistata in coppie, e non si associa ad altre specie. Ha spesso abitudini furtive, ma occasionalmente può spingersi allo scoperto, specialmente per cantare. Si nutre di insetti, bruchi compresi, che vengono di solito catturati tra la fitta vegetazione. Il canto è simile a quello della golagialla dalle redini, ma viene ripetuto più volte, divenendo più veloce, più acuto e più debole prima di uno squillo finale, e può essere emesso in volo. Il richiamo è costituito da un veloce chiacchiericcio, piuttosto dissimile da quello delle altre specie di golagialla, e da un acuto chip più tipico.